# Mike Westbrook
Michael John David Westbrook (High Wycombe, Inglaterra, 21 de marzo de 1936) es un pianista, tubista, compositor, arreglista y director de orquesta de jazz inglés.

## Historial
Formó su primera banda de jazz, estudiando aún en la Escuela de Erte de Plymouth, en 1958. a partir de 1962, y ya en Londres, trabaja con John Surman, Mike Osborne, el trombonista Malcolm Griffiths y otros músicos locales, incluida la Britherhood of Breath de Chris McGregor. comienza a componer, tanto obras para piano solo, como para gran orquesta. En los años 1970, forma diversas bandas: "Concert Band", "Cosmic Circus", "Solid Gold Cadillac"..., y trabaja con los cantantes Phil Minton y Kate Barnard, que sería luego su esposa y colaboradora. Forma una banda callejera, "Westbrook Brass Band", con la que realiza un gran número de actuaciones en diversos países, y tanto en festivales de jazz como en escuelas o supermercados.
A partir de 1978, comienza a componer, junto con Kate, piezas basadas en el folclore, con textos de poetas como Lorca o Rimbaud. También composiciones para grandes orquestas, que se estreman en Festivales de Teatro o de Jazz, además de continuar con su trío, realizando giras por todo el mundo.
La música de Westbrook se define por su diversidad y eclecticismo, y es un orquestador inventivo y riguroso. En palabras de Joachim E. Berendt, Westbrook crea grandes y conmovedoras visiones sonoras que, a veces, integran poemas de los grandes líricos clásicos y románticos ingleses.

## Discografía

### Álbumes
- Release (1967) (Deram)
- Celebration (1968) (DERAM)
- Marching Song - Volumes 1 And 2 (1969) (DERAM)
- Love Songs (1970) (DERAM)
- Metropolis (1971) (RCA)
- Tyger (1971) (RCA)
- Live (1972) (CADILLAC)
- Solid Gold Cadillac (1971) (RCA)
- Brain Damage (1973) (RCA)
- Citadel/Room 315 (1974) (RCA)
- For The Record (1975) (Transatlantic Records)
- Piano (1976)
- Goose Sauce (1978)
- Mama Chicago (2 CD) (1979)
- The Westbrook Blake - Bright As Fire (1980)
- The Paris Album (1981)
- The Cortège (1983)
- Love For Sale (1985)
- On Duke's Birthday (1985)
- The Ass  (1985)
- London Bridge Is Broken Down (2 CD) (1986)
- Pier Rides (1986)
- Westbrook Rossini (doble LP - En vivo) (1988)
- Westbrook Rossini (En estudio)  (1988)
- Off Abbey Road (1989)
- A Little Westbrook Music (1993)
- Stage Set  (1995)
- Bar Utopia (1996)
- Love or Infatuation  (1997)
- The Orchestra of Smith's Academy (1998)
- Platterback (1998)
- Glad Day (Settings of William Blake) (1999)
- L'ascenseur: Lift (2002)
- Chanson Irresponsable (2003)
- Art Wolf  (2005)
- Waxeywork Show (2008)
- Fine 'n' Yellow  (2009)
- Allsorts  (2009)

### Singles
- The Human Abstract (1982)